# Jaitu
Jaitu é uma cidade  no distrito de Faridkot, no estado indiano de Punjab.

## Demografia
Segundo o censo de 2001, Jaitu tinha uma população de 32,898 habitantes. Os indivíduos do sexo masculino constituem 53% da população e os do sexo feminino 47%. Jaitu tem uma taxa de literacia de 62%, superior à média nacional de 59.5%: a literacia no sexo masculino é de 67% e no sexo feminino é de 56%. Em Jaitu, 13% da população está abaixo dos 6 anos de idade.